# 4OKI
4OKI è il secondo EP del DJ statunitense Steve Aoki, pubblicato il 29 luglio 2016 dalla Dim Mak Records.

## Il disco
Contiene quattro brani originariamente pubblicati a cadenza settimanale tra l'8 e il 29 luglio, ciascuno accompagnato da un videoclip. Il primo di questi, ILYSM, registrato in collaborazione con il produttore Autoerotique, è caratterizzato da un campionamento del brano I Wanna Be Down della cantante R&B Brandy.

## Tracce
1. ILYSM (with Autoerotique) – 3:20
2. Dope Girlz (with Shaun Frank) – 3:54
3. Bring the Funk Back (with Reid Stefan) – 4:37
4. Kids (with MORTEN) – 3:39